# Kocaali

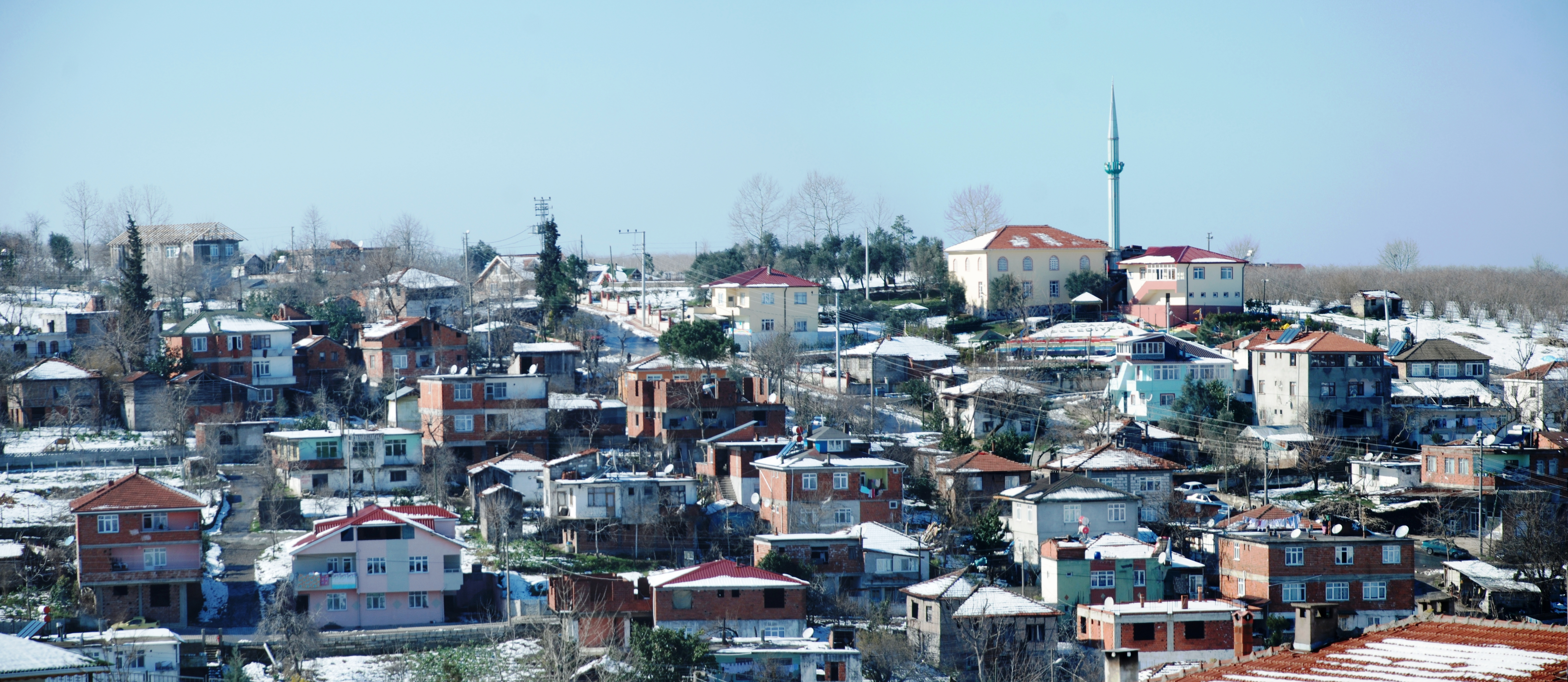
Karşı neighborhood of Kocaali

Kocaali là một huyện thuộc tỉnh Sakarya, Thổ Nhĩ Kỳ. Huyện có diện tích 315 km² và dân số thời điểm năm 2007 là 24521 người, mật độ 78 người/km².